# كاثرين توماس
كاثرين توماس (بالإنجليزية: Kathryn Thomas)‏ هي مقدمة تلفزيونية أيرلندية، ولدت في 20 يناير 1979 في Carlow ‏ في جمهورية أيرلندا.